# Quetzal
Cet article concerne l'oiseau. Pour la monnaie, voir Quetzal (monnaie).
Taxons concernés
Le nom de Quetzal désigne plusieurs espèces d'oiseaux de l'écozone néotropicale appartenant aux genres Pharomachrus et Euptilotis, de la famille des trogonidés. Ces oiseaux d'Amérique centrale arborent un plumage vert et bleu ciel. Le mâle est pourvu de longues plumes caudales et d'une huppe.
Le nom provient du nahuatl quetzalli, ce qui signifie « grande plume verte ». Il est aussi présent dans le nom du dieu mexicain Quetzalcóatl, qui signifie « serpent à plumes » ou « serpent quetzal », dont il est une des formes.
Chaque année, à la fin de la nidification, l'oiseau perd ses plumes qui repousseront l'année suivante. La femelle n'a ni longue queue, ni poitrine rouge.
Le quetzal est un oiseau rare en captivité. On peut néanmoins en trouver au parc zoologique Miguel Álvarez del Toro (es) (ZOOMAT), à Tuxtla Gutiérrez, Chiapas, ainsi que dans le parc ornithologique privé « El nido », à Ixtapaluca, État de México (ces deux lieux au Mexique), ce dernier ayant d’ailleurs réussi à effectuer une reproduction en captivité. L'élevage des quetzals, notamment en raison de l’'important usage de leurs plumes, remonte à l’'époque précolombienne. Les oiseaux étaient transportés sur de longues distances jusqu’aux volières des métropoles.

## Oiseau mythique des Mayas et des Aztèques
Pour les Mayas et les Aztèques, le quetzal était un oiseau sacré, dont les plumes étaient très prisées. Les élites mésoaméricaines se faisaient confectionner des panaches avec les plumes caudales dont les mâles sont pourvus. Elles voyaient dans cet oiseau la réincarnation de leur dieu, Quetzalcóatl pour les Aztèques, Kukulkan pour les Mayas. 
Chez les Aztèques leur commerce comme celui des plumes d'ara étaient l'apanage des marchands Pochteca

## Liste des espèces concernées
D'après la classification de référence (version 3.1, 2012) du Congrès ornithologique international (ordre phylogénique) :
- Pharomachrus pavoninus – Quetzal pavonin
- Pharomachrus fulgidus – Quetzal brillant
- Pharomachrus mocinno – Quetzal resplendissant
- Pharomachrus antisianus – Quetzal antisien
- Pharomachrus auriceps – Quetzal doré
- Euptilotis neoxenus – Quetzal oreillard

## Divers

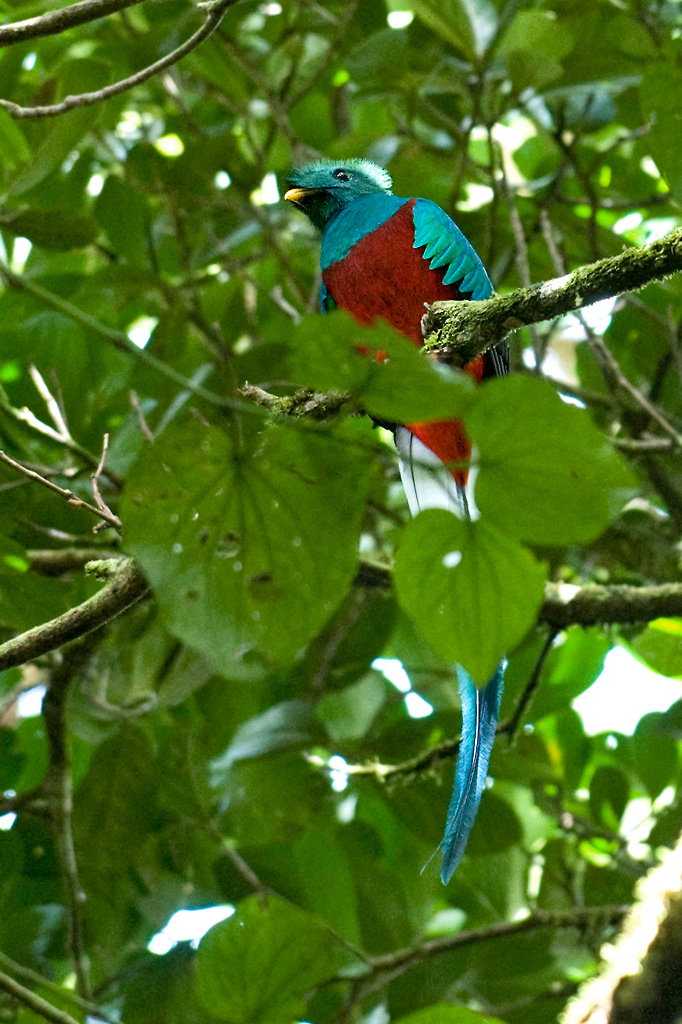
Quetzal resplendissant du Costa Rica.
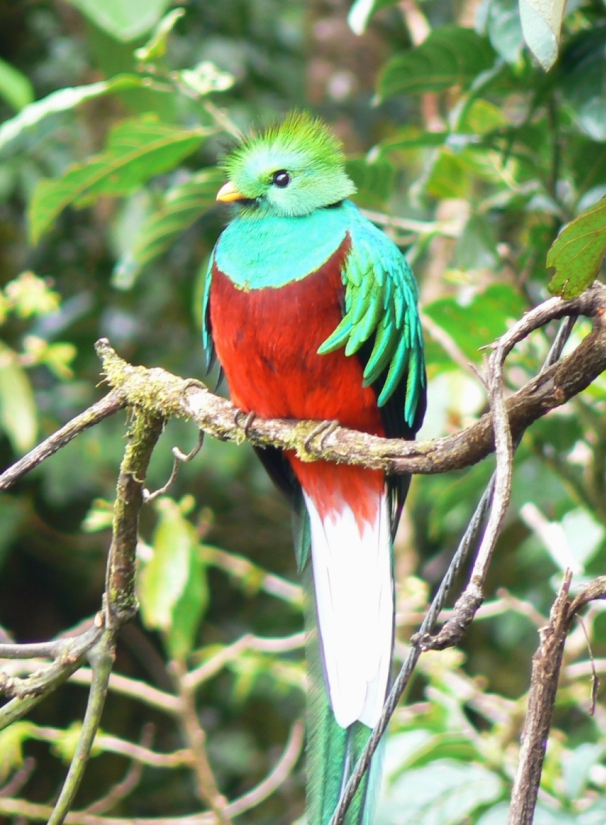
Quetzal resplendissant du Costa Rica (mâle).
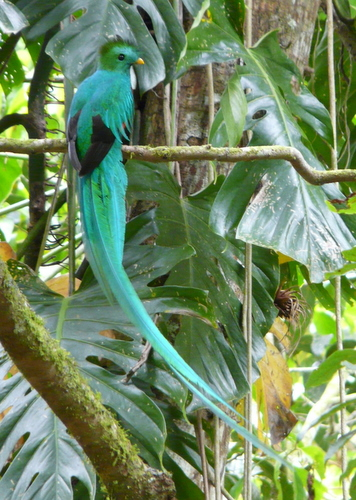
Quetzal resplendissant du Panama.

- Le Quetzal resplendissant (Pharomachrus mocinno) est une espèce d'oiseau de la forêt tropicale — l'oiseau sacré des Mayas — et l'oiseau national du Guatemala. Il est d'ailleurs représenté sur les armoiries du pays. Le quetzal resplendissant cache son plumage d'émeraude et de rubis dans l'épaisseur de la forêt tropicale.
- Quetzal : chanson interprétée dans les années 1970 par la chorale Les fils du Soleil.
- La version 12.10 d'Ubuntu porte quant à elle le nom de Quantal Quetzal, soit le Quetzal quantique.